# George T. Smith
George Thornewell Smith (Contea di Mitchell, 15 ottobre 1916 – Marietta, 23 agosto 2010) è stato un politico statunitense.

## Biografia
Nativo della contea di Mitchell, nel 1940 si arruolò nella marina statunitense combattendo nella seconda guerra mondiale. Tornato in patria, nel 1948 si laureò avvocato.
Dopo essere diventato procuratore, dagli anni '50 cominciò a ricoprire incarichi politici sempre più importanti, arrivando a diventare speaker sia del Senato che della Camera dei Rappresentanti della Georgia. Nel 1966 venne quindi eletto vicegovernatore della Georgia, affiancando il popolare Lester Maddox.
Dopo la fine del mandato vicegovernatoriale nel 1971 abbandonò la carriera politica, diventando invece un magistrato. È morto nel 2010, ed è stato sepolto con gli onori militari per via del suo servizio bellico.